# Ballets Russes

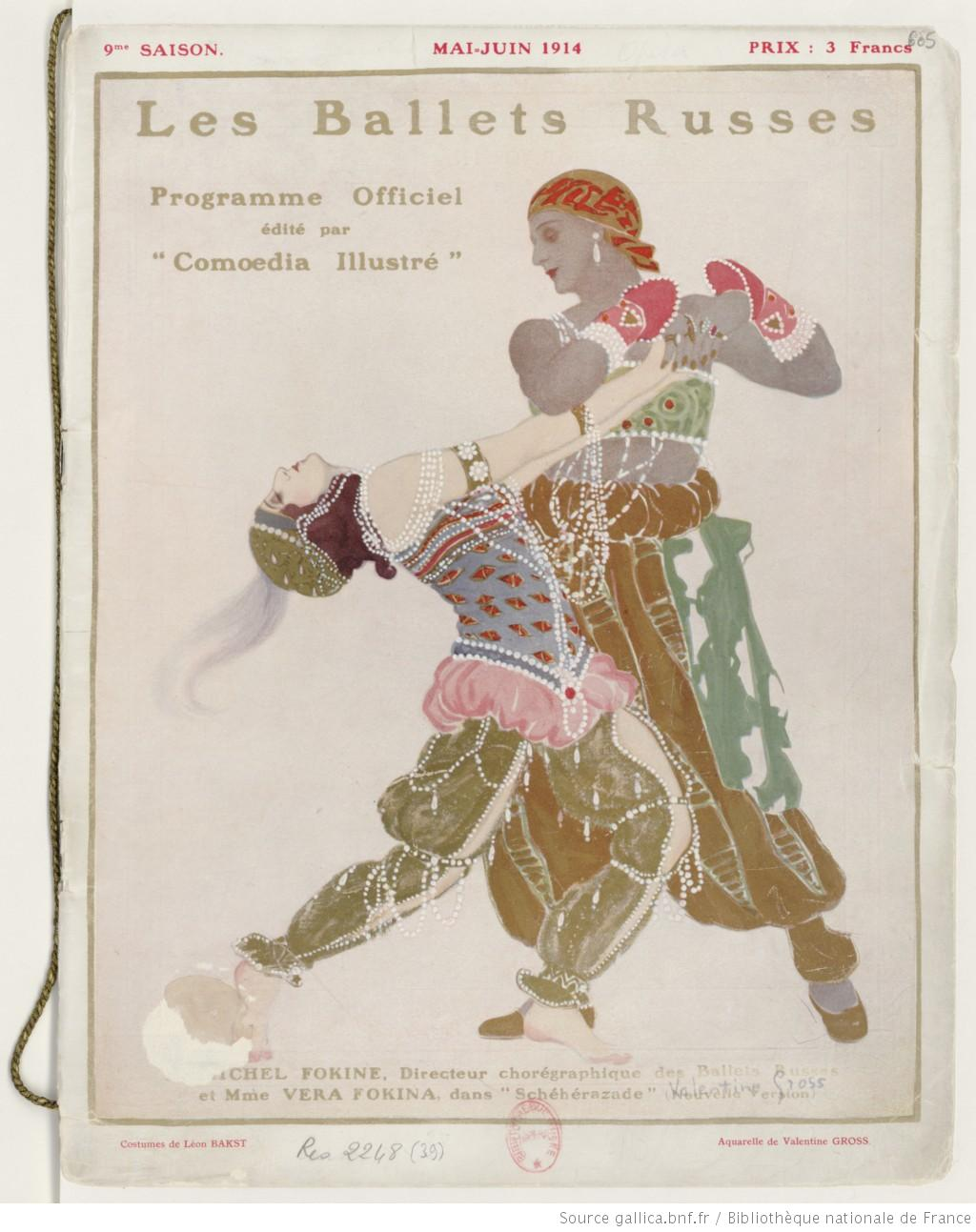
Program från 1913.

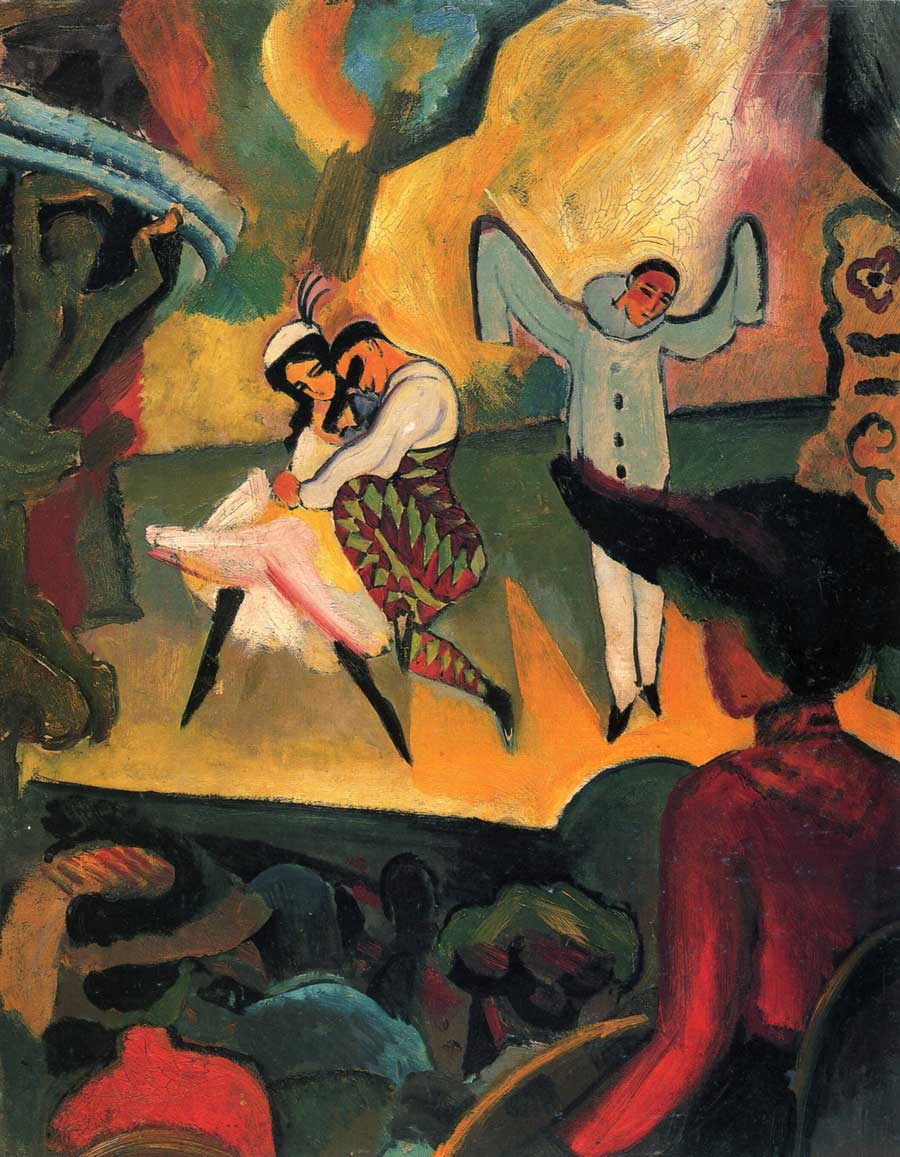
August Macke - Russisches Ballett 1 (1912)

Ballets Russes, Ryska baletten, var en ambulerande balettensemble som grundades 1909 i Paris av Sergej Djagilev och som uppträdde i hela Europa och på turnéer till Nord- och Sydamerika. Baletten uppträdde aldrig i Ryssland, på grund av revolutionen. Vid Djagilevs död 1929 upplöstes sällskapet, men dess inflytande och förnyelse av danskonsten gör sig påmind än idag.
Bland ensemblens dansare och koreografer fanns George Balanchine, Matilda Ksjesinskaja, Michel Fokine, Tamara Karsavina, Serge Lifar, Alicia Markova, Léonide Massine, Wacław Niżyński, Anna Pavlova, Ida Rubinstein och Lidija Lopuchova.
En av dem som utformade deras kostymer och dekor var Pablo Picasso.

## Balettproduktioner
- 1909 - Sylfiderna
- 1910 - Eldfågeln
- 1910 - Schéhérazade
- 1911 - Rosendrömmen
- 1911 - Petrusjka
- 1912 - En fauns eftermiddag
- 1913 - Våroffer
- 1914 – Guldtuppen
- 1916 – Ryska sagor
- 1917 - Parade
- 1923 - Les Noces
- 1924 - Les Biches
- 1928 - Apollo
- 1929 - Den förlorade sonen